# Oscar Vargas
Oscar Owsu Afriyie Vargas (Málaga, 31 januari 2006) is een Belgisch voetballer van Spaanse afkomst die onder contract ligt bij Beerschot VA.

## Clubcarrière
Vargas maakte op 11 augustus 2024 zijn officiële debuut voor het eerste elftal van de club: op de derde competitiespeeldag liet trainer Dirk Kuyt hem tegen Cercle Brugge (4-1-nederlaag) in de 80e minuut invallen voor Simion Michez. In de zomer van hetzelfde  jaar ondertekende Vargas, die in het seizoen 2024/25 vooral voor het beloftenelftal van de club in de Derde afdeling speelde, zijn eerste profcontract bij Beerschot.

## Clubstatistieken

### Beloften
| Seizoen         | Club             | Land            | Competitie          | Competitie | Competitie | Beker | Beker | Totaal | Totaal |
| Seizoen         | Club             | Land            | Competitie          | Wed.       | Dlp.       | Wed.  | Dlp.  | Wed.   | Dlp.   |
| --------------- | ---------------- | --------------- | ------------------- | ---------- | ---------- | ----- | ----- | ------ | ------ |
| 2024/25         | Beerschot VA U23 | Vlag van België | Derde afdeling VV A | 18         | 4          | —     | —     | 18     | 4      |
| Carrière totaal | Carrière totaal  | Carrière totaal | Carrière totaal     | 18         | 4          | 0     | 0     | 18     | 4      |

### Senioren
| Seizoen         | Club            | Land            | Competitie      | Competitie | Competitie | Beker | Beker | Supercup | Supercup | Europees | Europees | Totaal | Totaal |
| Seizoen         | Club            | Land            | Competitie      | Wed.       | Dlp.       | Wed.  | Dlp.  | Wed.     | Dlp.     | Wed.     | Dlp.     | Wed.   | Dlp.   |
| --------------- | --------------- | --------------- | --------------- | ---------- | ---------- | ----- | ----- | -------- | -------- | -------- | -------- | ------ | ------ |
| 2024/25         | Beerschot VA    | Vlag van België | Eerste klasse A | 1          | 0          | 0     | 0     | —        | —        | —        | —        | 1      | 0      |
| Carrière totaal | Carrière totaal | Carrière totaal | Carrière totaal | 1          | 0          | 0     | 0     | 0        | 0        | 0        | 0        | 1      | 0      |

Bijgewerkt op 14 maart 2025.
2 Dagba ·
3 Matthys ·
4 Plat ·
5 Mbe Soh ·
6 Fayed ·
7 Reyners ·
8 Henderson ·
9 Kosiah ·
10 Verlinden ·
11 Krüger ·
13 Doucouré ·
16 Al-Ghamdi ·
17 Al-Sahafi ·
18 Sanusi  ·
19 Thiam ·
21 Vargas ·
25 Colassin ·
26 Tshimanga ·
27 Keita ·
28 Weymans ·
30 Huiberts ·
32 Wright-Phillips ·
33 Shinton ·
42 Martha ·
47 Cagro ·
51 De Stobbeleir ·
55 Nzouango ·
66 Tolis ·
71 Matijaš ·
77 Van La Parra ·
Coach: Kuijt